# Різдвяна ніч (альбом)
«Різдвяна ніч» — другий студійний альбом української співачки Русі, який вийшов взимку 1989 року.

## Про альбом
Альбом «Різдвяна ніч» було записано восени 1989 року. До альбому увійшли вісім композицій. 
Ідея записати другий альбом виникла після перших концертів Русі у Львові, в жовтні 1989 року, які збирали повні зали. Руся повертається в Київ і записує другий свій альбом «Різдвяна ніч». 
Пісня з альбому «Зачароване коло» приносить Русі диплом лавреатки «Пісенного вернісажу» 1989 року. 
У 1992 році пісня з альбому «Зачароване коло» увійшла до альбому «Попелюшка (найкращі хіти)», у 2009 році пісня «Білий сніг» увійшла до альбому «Маленькі подарунки», 2012 року пісня «Тиха вода» увійшла до альбом «Вибране». 
2019 року на пісню «Будь що буде» діджеї проекту The Faino (Dj Konstantin Ozeroff & Dj Sky) створили ремікс, приурочений 30-річчю творчої діяльності Русі.

## Композиції
| #  | Назва              | Автор слів           | Автор музики         | Тривалість |
| -- | ------------------ | -------------------- | -------------------- | ---------- |
| 1. | «Тиха вода»        | Констянтин Осауленко | Констянтин Осауленко | 3:58       |
| 2. | «Мільйони літ»     | Анатолій Матвійчук   | Констянтин Осауленко | 3:43       |
| 3. | «Чарівне люстерце» | Анатолій Матвійчук   | Микола Павлов        | 4:16       |
| 4. | «Зачароване коло»  | Анатолій Матвійчук   | Констянтин Осауленко | 4:15       |
| 5. | «Чорна магія»      | Анатолій Матвійчук   | Констянтин Осауленко | 3:36       |
| 6. | «Білий сніг»       | Констянтин Осауленко | Констянтин Осауленко | 4:10       |
| 7. | «Крижинка»         | Констянтин Осауленко | Констянтин Осауленко | 4:04       |
| 8. | «Різдвяна ніч»     | Анатолій Матвійчук   | Констянтин Осауленко | 4:14       |